# Геометричен стил
Геометричният стил е най-старият стил в изящните изкуства на Древна Гърция, развил се през 9 – 8 век пр.н.е. Корените на Класическа Гърция съвпадат с неговото възникване и развитие между 900 и 700 г. пр.н.е. Този период се е характеризирал като „Тъмните векове“, защото фактите за него са прекалено недостатъчни и често е отнасян към праисторията.
Названието възниква през 1870-те години, когато в район Керамикос в северозападната част на Атина, са открити дипилонските вази, украсени с различни геометрични орнаменти. Характерен е за всички художествени произведения от този период – вазопис, малка пластика, глиптика и приложно декоративно изкуство като украсата на съдове, оръжия и други. Най-силно развитие обаче, се наблюдава при вазописта. Монументалните скулптура и архитектура се появяват чак през 7 век пр.н.е., когато геометричният стил вече е заменен от ориентализиращия.

## История
До 8 век пр.н.е. широкото миграционно движение на територията на днешна Гърция почти е придобило своята крайна форма. Дорийци и етолийци се преместват в Пелопонес, беотийците заемат територии югоизточно от планината Парнас, йонийците населват земите край Сардоническия залив, Атика и оттам на остров Евбея и т.н. В същото време бившите жители на тези райони, постепенно изтласкани от новите народи, се преместват по островите, бреговете на Мала Азия и Кипър.
Това е време на драматични трансформации в обществото, довели до появата на първичните гръцки институции. Създават се гръцките градове-държави, разработена е гръцката азбука, в градовете са реализирани нови възможности за търговия и колонизация по крайбрежието на Мала Азия, Южна Италия и Сицилия. Геометрична Гърция преживява културно възраждане на своето историческо минало чрез епичната поезия и визуалните изкуства, а новопоявяващата се аристокрация започва да натрупва богатство. В гробовете на новобогаташите преобладават бронзови и глинени предмети, тъй като в Гърция находищата на медни, калаени и златни руди са крайно недостатъчни.
Геометричната керамика се появява в местни вариации в много части на Източна Гърция – от Тесалия до Лакония, на Цикладите, Крит, Родос, но основният център за нейното развитие е Атика. Керамиката обикновено е украсявана със същия вид фигури, ползвани и при скулптурата, изработвана в този период най-често от глина или бронз. Най-грубите статуетки се доближават до микенските глинени образци, но са малко по-големи, а най-изящните напомнят минойските бронзови статуи. Забелязва се и съвсем леко влияние на хетските бронзови скулптурни произведения.
През този период, заедно с глинените вази, украсени с геометрични мотиви, се произвеждат превъзходни бронзови предмети. Това са мъжки и женски фигурки, статуйки на животни и птици. Първоначално те са тромави, но с течение на времето малката скулптура се развива толкова добре, че може да се идентифицира и самоличността на обекта. Създават се и самостоятелни клонове на геометричния стил, характерни за някои области на Гърция – Коринт, Аргос, Лакония, Атика и други. Характерни примери са фигурите на коне, единични или в група, които често са поставени върху твърда, равна, гравирана основа и вероятно са били използвани като печати.

## Произход
Геометричните орнаменти не се появяват за пръв път в изкуството по гръцките земи. Линии, кръгове, спирали, ромбове, триъгълници и квадрати са използвани в предишни култури, като керамичното изкуство на Месопотамия през V и IV хилядолетие пр.н.е., където дори природните дадености, ландшафтът и животните се изобразяват като геометрична схема. Подобен маниер на рисуване е приет и в други райони на Западна и Мала Азия, като например при кападокийската керамика.
Въпреки това, все още не могат да се определят с точност нито корените, нито генетичната връзка на стила с предхождащите епохи. В обясненията за произхода на геометричния стил съществуват две, взаимно изключващи се, тези. Някои учени напълно отричат връзката между крито-микенското изкуство и това на геометричния стил. Те обясняват появата му с нахлуването на нови племена, носещи със себе си вече готови образци от стила.
Други изследователи предполагат, че пристигането на дорийските племена не е оказало влияние върху появата на новия стил. Че той се появява в местната, по-груба керамика, характерна през тази епоха за почти всички гръцки области, и съществуваща едновременно с крито-микенската. Днес тенденцията е да се приеме някакво средно обяснение – че стилът се появява като наследство на художествената керамика на ІІ хилядолетие пр.н.е., смесено с грубата керамика и елементите, внесени с нахлуването на дорийците.
Трябва да се има предвид, че геометричният стил достига най-високото ниво в развитието си в Атика, докъдето дорийците въобще не достигат. В същото време, на Крит, главното огнище на разцвет на изкуството от второ хилядолетие, крито-микенската керамика последователно и логично преминава към протогеометричния и след това – към геометричния стил. Следователно, появата на геометричния стил не следва да се приписва само и единствено на появата на дорийците.

## Орнаментика
- Декорация с меандри, Археологически музей в Тинос, Цикладски острови
- Детайл от кратер, Метрополитън музей
- Глинена кошница с квадратчета, Вюрцбург, Германия (750 – 735 г. пр.н.е.)
- Гребен кораб и войници (Среден геометричен период)
- Ойнохое с два коня и коза, Британски музей, Лондон (735 – 730 г. пр.н.е.)
- Човешки фигури върху ойнохое (715 – 700 г. пр.н.е.)

Това, което отличава гръцкото геометрично изкуство, не е прилагането на нови орнаменти, а начина на тяхното подреждане по повърхността на съда. Докато в предходните векове геометричните символи са рисувани инстинктивно и на случаен принцип, без връзка помежду си, при геометричното изкуство те са подреждани ритмично и в хармонично единство.
Украсата на вазите в геометричен стил се характеризира с плътност на цвета и яснота на изобразените фигури. Декорацията е положена на ивици и се състои от прави и пунктирани линии, точки, меандри, кръстове с различна форма, кръгове, концентрични кръгове и полукръгове, триъгълници, квадрати, ромбове. Тези прости линии и фигури се редуват в различни комбинации. Отделени са хоризонтално от ленти или плътни цветни ивици, развити по дължината на цялата окръжност на повърхността на вазата. В по-късните етапи на геометричния стил, като например при дипилонските вази, се появяват и наивни, геометрични образи на човешки фигури.
Кръглите и прави линии са изпълнявани с пергел и линийка. С увеличаването на разнообразието от фигури се създава цяла система за геометричната украса на съдовете. Избирайки един орнаментален мотив, художникът го повтаря многократно и по този начин се получават хоризонтални ивици с безкрайна редица от един и същи елемент или комбинация от фигури.
Един от характерните орнаменти на стила са меандрите – извиващи се ленти с „къдрици“, които носят името си от едноименна река в Мала Азия. С течение на времето геометричната украса се усложнява – меандрите стават двойни и се появяват нови фигури. По-късно са включени и образите на хора, животни и различни предмети, които са изобразявани схематично с триъгълници, а ръцете – с начупени линии. Такъв вид изображение е характерна черта на геометричния стил.
В повечето случаи по вазите са рисувани сражаващи се герои. Тогава фигурите покриват напълно повърхността на съдовете и подчертават тяхната форма и функционалност. Често по тях се срещат образите на многобройни, големи кораби, движени от много гребци, сухопътни и морски битки, танцуващи хора и други. Колоритът не се отличава с някакво разнообразие, преобладават черен и червен цвят, положени върху светъл фон.

## Протогеометричен стил (1050 – 900 г. пр.н.е.)
- Лекит от протогеометричния период (ок. 1050 г. пр.н.е.)
- Пиксида, Музей на цикладското изкуство, Атина (10 – 9 век пр.н.е.)
- Двойно ойнохое с трилистно устие, Музей на цикладското изкуство, Атина (10 век пр.н.е.)
- Аскос, Музей на цикладското изкуство, Атина (10 век пр.н.е.)
- Скифос, Музей на цикладското изкуство, Атина (10 век пр.н.е.)
- Хидрия, Музей на цикладското изкуство, Атина (9 век пр.н.е.)

Геометричният стил е предшестван от т.нар. протогеометричен, отделен като самостоятелен вид след като през 1930 – 1940-те години е разкопан некрополът в района на Атина. Той се появява през първата половина на 11 век пр.н.е. и просъществува до края на 10 век пр.н.е. Запазена е почти изключително само керамика. Вместо разнообразието и сложността на по-ранните критска и микенска керамика с богатата си украса, тук се откриват само набор от домакински съдове с неголеми размери, прости форми и съвсем елементарна орнаментика.
Протогеометричният стил се отличава с преобладаващи мотиви, наследени от късномикенското изкуство, но изпълнени с помощта на пергел – концентрични кръгове, полукръгове и вълнисти линии. Стените на съдовете са покрити със слой кафява боя, с изключение на няколкото ивици, в които се изписват прости, повтарящи се орнаменти като кръгове, точки, прекъснати линии и други. Керамиката се изработва с грънчарско колело и за покритието се използва лак. Украсата е съобразена както с формата, така и с предназначението на съдовете, което е характерно за всички етапи от развитието на древногръцката керамика.

## Развитие на геометричния стил
Геометричният стил е като усъвършенстване на предхождащия протогеометричен и се дели условно на три периода.

### Ранен геометричен стил (900 – 850 г. пр.н.е.)
- Амфора-урна от Музея на Древната агора, Атина (ок. 900 г. пр.н.е.)
- Пиксида-урна, Музей на Древната агора, Атина (ок. 900 г. пр.н.е.)
- Част от атински геометричен кратер (ок.900 г. пр.н.е.)
- Керамични обувки за урна на жена, Музей на Древната агора, Атина (ок. 900 г. пр.н.е.)
- Амфора от атинска работилница, Кински палат, Прага (875 – 850 г. пр.н.е.)
- Ойнохое-урна на заможна бременна жена, Музея на Древната агора, Атина (ок. 850 г. пр.н.е.)

В края на 10 век пр.н.е. протогеометричният стил е заменен от ранния геометричен, който се характеризира с усложняване на композицията от орнаменти и тяхното обогатяване. Появяват се триъгълници, ромбове, меандри, свастики, вълни, зигзаг, които са изпълнени с издължени прави или начупени линии. В ранния етап орнаменталните фризове украсяват само шията и раменете на съда, а останалата част остава покрита с черен лак.
Още тогава започват да се развиват отделни керамични центрове, чиито продукти се различават помежду си в детайлите, но принципите на стила са навсякъде еднакви. В същото време се изработват произведения на изкуството и от други материали, предимно бронз. Керамиката обаче, все още остава основният източник за проучване на художествения стил през периода 10 – 8 век пр.н.е.

### Среден геометричен период (850 – 760 г. пр.н.е.)
- Ойнохое от средния геометричен период, Атика (800 – 775 г. пр.н.е.)
- Кана от Атина (800 – 750 г. пр.н.е.), Лувър, Париж
- Капак на пиксида от Атика, Вюрцбург, Германия (800 – 775 г. пр.н.е.)
- Урна от Атика, Вюрцбург, Германия (775 – 750 г. пр.н.е.)
- Керамичен съд, Археологически музей в Никозия, Кипър (850 – 750 г. пр.н.е.)
- Кратер, Метрополитън музей

От средата на 9 век пр.н.е. украсата се увеличава и започва да покрива и цялата останала повърхност на съда. Системата на оцветяване позволява на художника да комбинира и редува избраните декоративни ленти така, че да са добре съобразени с цялостния план на декорация на съда. Методът на работа първоначално е съвсем прост, но постепенно се усложнява.

### Късен геометричен период (760 г. пр.н.е. – 700 г. пр.н.е.)
- Детайл от амфора с погребална сцена (730 – 720 г. пр.н.е.)
- Атинска пиксида с 4 коня, Британски музей
- Ойнохое от Атика, Лувър, Париж (ок. 750 г. пр.н.е.)
- Олпе, Вюрцбург, Германия (750 – 735 г. пр.н.е.)
- Купа с две дръжки, Вюрцбург, Германия (750 – 735 г. пр.н.е.)
- Детайл от дипилонска ваза с меандри, Атина (760 – 735 г. пр.н.е.)

Около средата на 8 век пр.н.е. в композицията от орнаменти започват да се включват изображенията на хора, животни и предмети. Хоризонталната ивица започва да се прекъсва от квадратни полета, където се въвеждат отделни независими мотиви – розетки, птици, различни животни. И накрая, на най-високия етап от развитието на геометричния стил, в края на 9 и първата половина на 8 век пр.н.е. се включват и стилизирани човешки образи. В този период техниката на производство на керамични изделия е доста усъвършенствана. Характеризира се с много по-внимателна промивка на глината, с по-изкусно оформяне на съдовете и по-равномерно изпичане.
В декорацията на вазите често се срещат мотиви с погребални обичаи. При тях шията, стеблото и основата на съда са напълно покрити с орнаменти, но в средата, на едно ниво с дръжките, се оставя широко празно поле, на което обикновено се изобразява сцена с оплакването на мъртвия. В центъра му се рисува висок постамент, на който е положено тялото на починалия. Около него се изписват близките, които го оплакват с високо вдигнати ръце, изразявайки така скръбта си. Друг преобладаващ мотив по темата са изображенията на великолепни погребални колесници, теглени от двойка коне, придружавани от многочислена, опечалена свита.
Подновеният интерес към фигуралното изображение се фокусира освен върху погребалните ритуали, така също и върху героичния свят на аристократичните во̀йни и техните оръжия. Въоръженият войн, колесницата и конят са най-познатите и разпространени символи от геометричния период. Иконографски геометричните изображения трудно се тълкуват поради липсата на надписи и невъзможността за идентифициране на някои атрибути, но по онова време много от основните герои и истории от гръцката митология вече са съществували.
Човешките фигури се състоят от два големи крака, изобразявани повече или по-малко раздвижени и винаги в профил. Тялото е късо, изрисувано във фас, главата – отново в профил, а ръцете обикновено жестикулират. Размерите на сходните фигури на един и същи съд съвсем не са еднакви, някои са по-едри, а други – по-дребни. Фигурите на хора се приемат като част от непрекъснат орнамент и затова там, където има повече място, художникът ги рисува по-едри, без да търси съразмерност със съседните. Ако все още остават празни места, те се запълват с допълнителни орнаменти. Елементите, които се намират във фона, се показват един до друг или над обектите, поставени на преден план. Перспективата е напълно пренебрегната, а стремежът е да се покажат всички присъстващи детайли. В последващото си развитие гръцката живопис постепенно започва да се съобразява с перспективата и в края на геометричния стил вече се наблюдават първите стъпки в това направление.
Някои вази се украсяват с пластично изработени глинени фигурки, поставени на капака или по дръжките на съда. По същия начин се декорират и бронзовите съдове, като статуетките не са лети, а ковани от един или няколко бронзови къса. По своите художествени форми и пропорциите напълно съответстват на съвременните им керамични вази. Намерени са и отделни глинени и бронзови човешки фигурки в същия стил, от които понякога са съставени прости групи.
Геометричният стил достига най-големия си разцвет в Атика, където формата на съдовете става много по-разнообразна и композицията на отделните им части е по-ясно различима. Там са намерени и дипилонските вази, монументални кратери, служещи като надгробни паметници на членове на атинската аристокрация. Освен тях в Дипилонския некропол са открити и миниатюрни вазички, предназначени за духовете, и различни съдове за ежедневна употреба, всички, украсени с характерните за късния геометричен стил орнаменти.